# Guarea hoffmanniana
Guarea hoffmanniana är en tvåhjärtbladig växtart som beskrevs av C. Dc.. Guarea hoffmanniana ingår i släktet Guarea och familjen Meliaceae. Inga underarter finns listade i Catalogue of Life.